# Пилиствере (метеорит)
Пи́листвере (Pilistvere) — железокаменный метеорит весом 23250 грамм.
Синонимы: Aukoma; Kurla; Pillistfer; Pillistvere; Sawiauk; Wahhe.
После падения метеорита Пилиствере 8 августа 1863 года на территории Эстляндской губернии (ныне — Эстонии), при котором выпало восемь камней, было найдено только четыре камня. Из них один, весом в 17 фунтов, упал на постоялый двор и попал на крышу сарая. Пробив черепицу крыши, ребро балки в накате и нижнюю крышу над свиным хлевом в сарае, он углубился в землю. Этот метеорит хранится в Тартуском университете.